# Fotoluminiscence
Fotoluminiscence je luminiscence vyvolaná elektromagnetickým zářením.
Buzení fotoluminiscence se provádí zdrojem ultrafialového nebo viditelného záření. Nejčastěji se k tomuto účelu používají rtuťové výbojky.
Fotoluminiscenční buzení se používá především u látek s malými a středními koncentracemi luminiscenčních center. Patří k nim některá luminiscenční skla a práškové luminofory.